# Istoria Principatului Monaco
Istoria Principatului Monaco este strâns legată de cea a familiei Grimaldi, care conduce destinele acestui Principat de peste șapte secole.
Prinții de Monaco au avut o autoritate absolută până la adoptarea în 1911, de către prințul Albert I, a primei Constituții, urmate 50 de ani mai târziu, în 1962 de către o nouă Constituție adoptată de Prințul Rainier al III-lea și care a redus considerabil autoritatea suveranilor de Monaco.
In anul 1949, pe tronul Principatului a succedat Prințul Rainier al III-lea, în perioada căruia, Principatul Monaco a cunoscut cele mai importante schimbări, prin adoptarea noii Constituții, prin intensificarea și diversificarea unor activități demarate în trecut în domenii precum cel politic, diplomatic, economic și social. 
Acestora li s-a adăugat dimensiunea industrială pe care a cunoscut-o Principatul, în perioada modernă.